# Luis Rubeo
Luis Rubeo (Rosario, 24 de julio de 1936-Buenos Aires, 19 de mayo de 2023) fue un sindicalista y político  argentino del Partido Justicialista. Se desempeñó como diputado nacional por la provincia de Santa Fe en tres períodos (1973-1976, 1983-1986 y 1995-1999) y como senador nacional por la misma provincia entre 1986 y 1995.

## Biografía
Nació en Rosario en 1936. Ocupó diversos cargos sindicales, siendo miembro del congreso general de la Confederación General del Trabajo (1970-1975) en representación de la Federación de Trabajadores de la Carne, en la cual también desempeñó cargos, entre ellos director del departamento de Asuntos Políticos. Entre 1963 y 1973 fue también director del Instituto de Servicios Sociales para el Personal del Sindicato de la Carne.
Afiliado al Partido Justicialista (PJ), fue varias veces congresal nacional y congresal provincial, siendo también secretario general del PJ de Santa Fe (1972) y miembro del comité provincial del partido. En 1988 fue secretario del Congreso Nacional del PJ.
En las elecciones legislativas de 1973, fue elegido diputado nacional por la provincia de Santa Fe como candidato del Movimiento de Integración y Desarrollo integrando el Frente Justicialista de Liberación. En la Cámara de Diputados fue secretario de la comisión de Asistencia Social y Salud Pública y vicepresidente de la comisión investigadora de Carnes. Su mandato se extendía hasta 1977, pero fue interrumpido por el golpe de Estado del 24 de marzo de 1976.
Volvió a ser elegido diputado nacional en las elecciones legislativas de 1983, desempeñándose como presidente de la comisión de Vivienda e integrando las comisiones de Relaciones Exteriores y Culto; de Defensa Nacional: de Comunicaciones; de Turismo; y de Deportes. Tenía mandato hasta 1987, pero renunció un año antes al ser elegido senador nacional en las elecciones al Senado de 1986. En la cámara baja fue sucedido por Rubén Gaziano.
Como senador nacional, fue presidente de las comisiones de Interior y Justicia; de Vivienda y de Pesca; vicepresidente de la comisión de Drogadicción y Narcotráfico; así como secretario de las comisiones de Asuntos Administrativos y Municipales; de Recursos Naturales; y de Relaciones Exteriores y Culto; y vocal en la comisión administradora de la Biblioteca del Congreso de la Nación. También fue representante argentino en el Parlamento Latinoamericano y delegado ante la Unión Interparlamentaria. Entre 1989 y 1991, fue vicepresidente primero del Senado.
En las elecciones provinciales de 1991 y 1995, fue candidato a gobernador de la provincia de Santa Fe dentro de un sublema del justicialismo.
Su mandato como senador finalizó en 1995. En las elecciones legislativas de ese año, volvió a ser elegido diputado nacional, completando el mandato hasta 1999. Integró las comisiones de Transporte; de Relaciones Exteriores y Culto; de Mercosur; de Recursos Naturales; y de Análisis y Seguimiento del Cumplimiento de las Normas Tributarias y Previsionales.
Tras su paso por el Congreso argentino, ha desempeñado diversos cargos en el Parlamento Latinoamericano (Parlatino), siendo, entre otros, secretario ejecutivo de la delegación argentina (2000-2003), secretario del consejo consultivo del Parlatino desde 2003 y presidente del mismo desde 2015.
Fue padre del también político Luis Daniel Rubeo, legislador provincial.

## Publicaciones
- Cómo es el peronismo (Fundación para la Democracia en Argentina, 1983).[11]